# Soriano Calabro
Soriano Calabro (IPA: soˈrjaːno, Surianu in calabrese) è un comune italiano di 2 534 abitanti della provincia di Vibo Valentia in Calabria. È il centro più grande dei comuni della Valle del Mesima. Sede della comunità Montana valle del Mesima (destituita).

## Geografia fisica

### Territorio
Geologicamente, il territorio di Soriano è composto da materiali piuttosto variegati. Il centro storico, le sue vicinanze ed altre zone sparse nel territorio circostante sorgono su un suolo formato da "marne bianche a foraminiferi con sabbie e calcari intercalati" (zona P1m); mentre alcune frazioni si trovano su un terreno formato dal caratteristico "granito della Serra e della Sila" (zona Gr), una pietra diffusa soprattutto nell'area dell'altopiano delle Serre calabresi. Altre aree frammentarie del territorio sorianese sono formate da terrazzi marini (formati da un accumulo di sedimenti marini su un'antichissima linea di costa) (zona q), sabbioni e conglomerati rossi (zona P3s) nella parte orientale e da sabbie gialle fossilifere lungo il corso del torrente Marano e di altri corsi d'acqua a carattere torrentizio.
- Classificazione sismica: zona 1 (sismicità alta).[6][7]

### Clima
Si riportano i dati delle stazioni meteorologiche di Pizzo Calabro (107 m s.l.m., 38°44′N 16°10′E) e Mongiana (920 m s.l.m., 38°30′N 16°20′E), entrambe site in provincia di Vibo Valentia, e che sono le più vicine a Soriano Calabro benché situate a quote altimetriche differenti:
| PIZZO CALABRO         | Mesi   | Mesi   | Mesi   | Mesi  | Mesi   | Mesi   | Mesi   | Mesi   | Mesi   | Mesi   | Mesi   | Mesi   | Stagioni | Stagioni | Stagioni | Stagioni | Anno |
| PIZZO CALABRO         | Gen    | Feb    | Mar    | Apr   | Mag    | Giu    | Lug    | Ago    | Set    | Ott    | Nov    | Dic    | Inv      | Pri      | Est      | Aut      | Anno |
| --------------------- | ------ | ------ | ------ | ----- | ------ | ------ | ------ | ------ | ------ | ------ | ------ | ------ | -------- | -------- | -------- | -------- | ---- |
| T. max. media (°C)    | 14,2   | 14,4   | 15,8   | 17,9  | 22,4   | 26,1   | 28,8   | 29,6   | 26,8   | 23,0   | 18,8   | 15,6   | 14,7     | 18,7     | 28,2     | 22,9     | 21,1 |
| T. min. media (°C)    | 10,1   | 9,9    | 10,7   | 12,3  | 16,1   | 19,8   | 22,3   | 23,0   | 20,5   | 17,3   | 14,0   | 11,5   | 10,5     | 13,0     | 21,7     | 17,3     | 15,6 |
| Precipitazioni (mm)   | 64     | 68     | 54     | 47    | 23     | 15     | 15     | 22     | 37     | 61     | 68     | 86     | 218      | 124      | 52       | 166      | 560  |
| Giorni di pioggia     | 10     | 9      | 8      | 7     | 3      | 2      | 2      | 3      | 4      | 7      | 8      | 10     | 29       | 18       | 7        | 19       | 73   |
| Vento (direzione-m/s) | SW 7,8 | SW 8,2 | SW 8,2 | W 7,9 | SW 6,6 | SW 6,8 | NW 7,7 | NW 7,4 | NW 6,8 | SW 7,9 | SW 8,7 | SW 8,4 | 8,1      | 7,6      | 7,3      | 7,8      | 7,7  |

| MONGIANA            | Mesi | Mesi | Mesi | Mesi | Mesi | Mesi | Mesi | Mesi | Mesi | Mesi | Mesi | Mesi | Stagioni | Stagioni | Stagioni | Stagioni | Anno  |
| MONGIANA            | Gen  | Feb  | Mar  | Apr  | Mag  | Giu  | Lug  | Ago  | Set  | Ott  | Nov  | Dic  | Inv      | Pri      | Est      | Aut      | Anno  |
| ------------------- | ---- | ---- | ---- | ---- | ---- | ---- | ---- | ---- | ---- | ---- | ---- | ---- | -------- | -------- | -------- | -------- | ----- |
| T. max. media (°C)  | 8,2  | 9,0  | 11,1 | 14,1 | 19,1 | 23,2 | 25,9 | 26,3 | 23,5 | 18,6 | 14,0 | 9,6  | 8,9      | 14,8     | 25,1     | 18,7     | 16,9  |
| T. min. media (°C)  | −2,2 | −1,9 | −1,2 | 1,0  | 3,5  | 5,7  | 7,3  | 7,5  | 5,3  | 2,8  | 0,3  | −1,1 | −1,7     | 1,1      | 6,8      | 2,8      | 2,3   |
| Precipitazioni (mm) | 230  | 224  | 172  | 142  | 74   | 48   | 30   | 36   | 75   | 162  | 164  | 279  | 733      | 388      | 114      | 401      | 1 636 |
| Giorni di pioggia   | 13   | 12   | 11   | 10   | 6    | 4    | 3    | 4    | 6    | 10   | 10   | 14   | 39       | 27       | 11       | 26       | 103   |

- Classificazione climatica: C (10 ore di accensione giornaliera dal 15 novembre al 31 marzo).[6]

## Storia

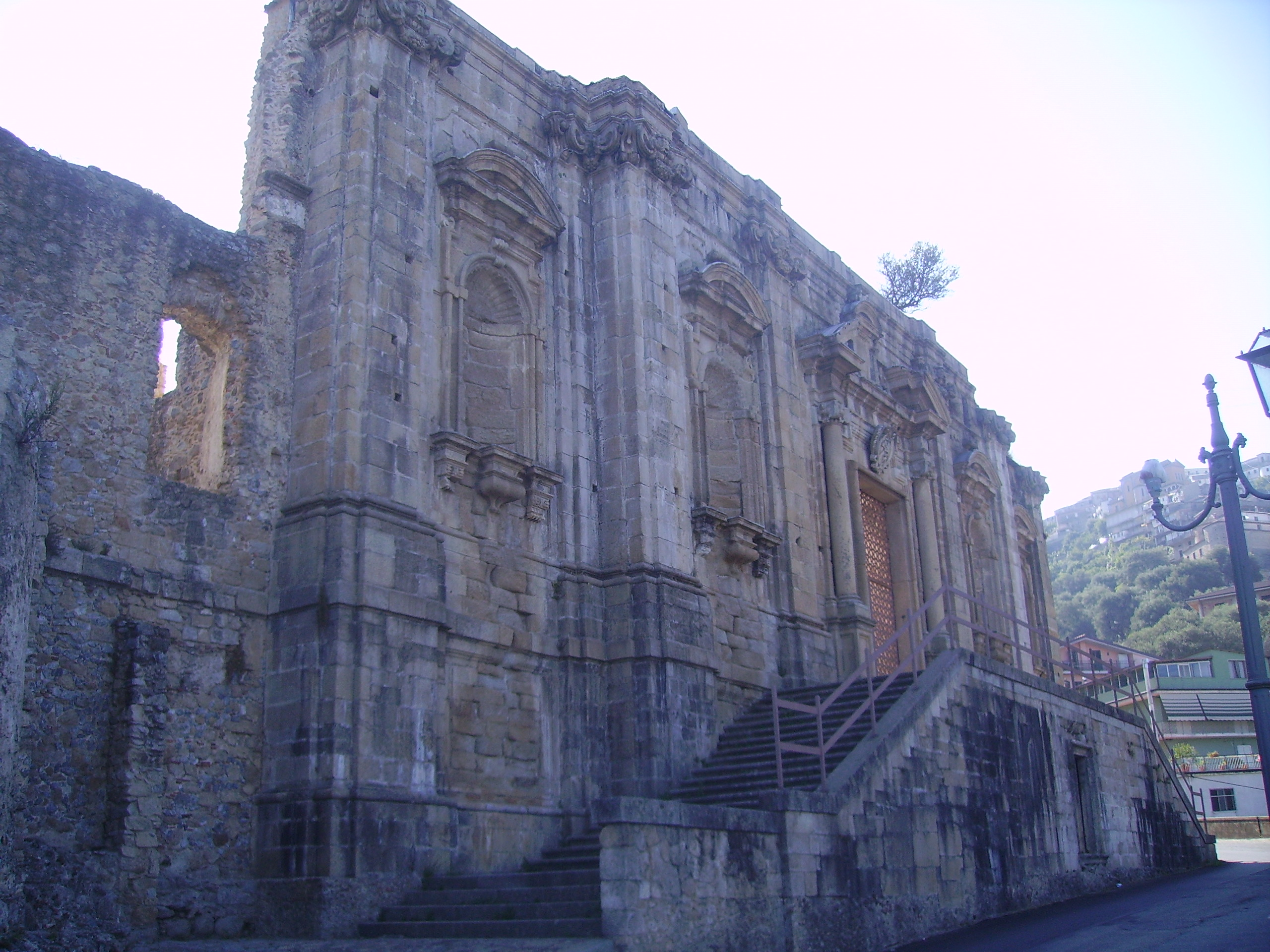
Ciò che rimane della facciata della chiesa di San Domenico dopo il terremoto del 1783.

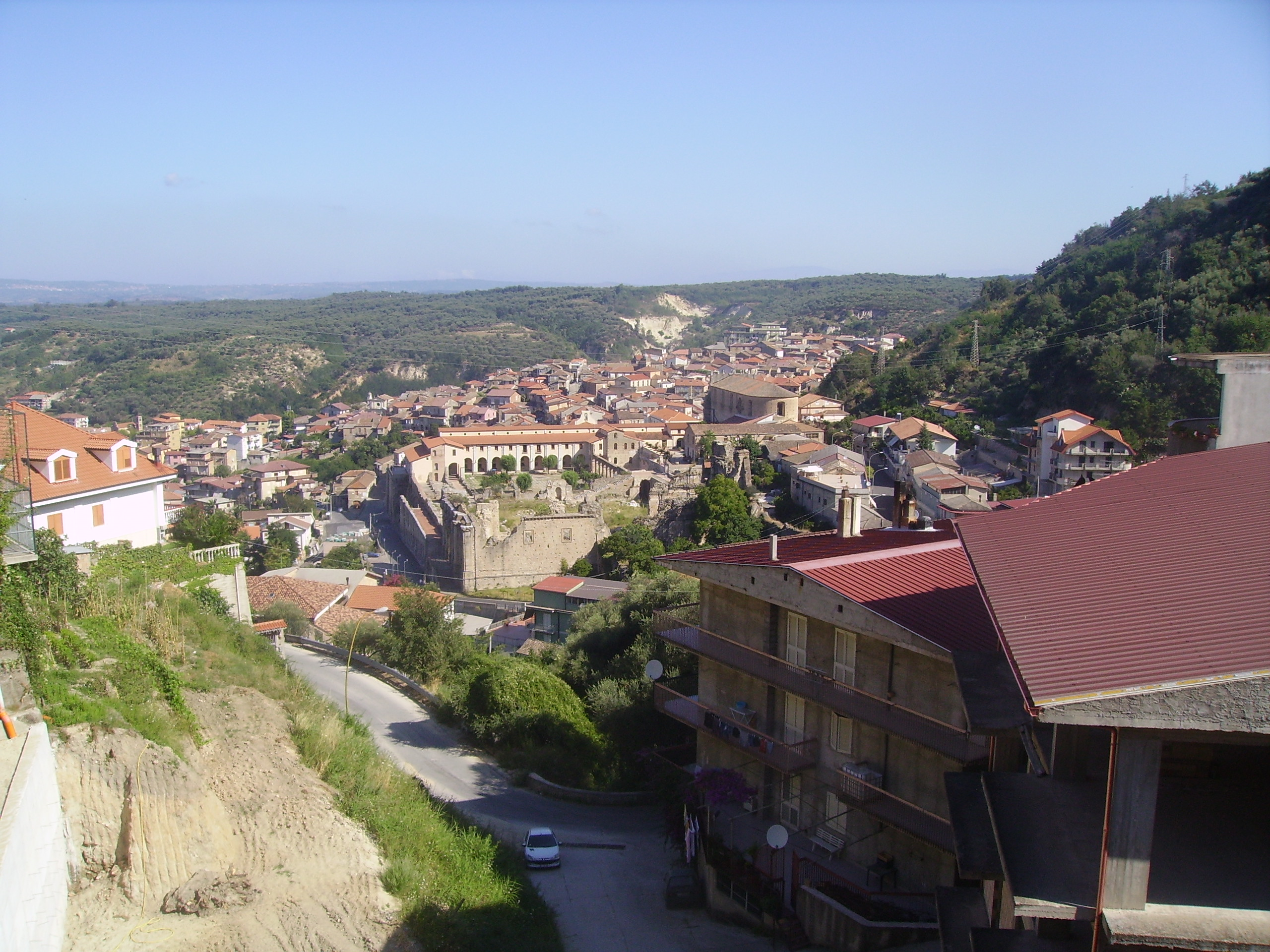
Soriano Calabro generale

Le origini del paese sono legate alla fondazione del convento dei padri domenicani, avvenuta nel 1510: distrutto dal terremoto del 1659, il complesso conventuale venne ricostruito in forme monumentali dal domenicano bolognese padre Bonaventura Presti. In età barocca, questo convento diventerà uno dei più ricchi e famosi conventi domenicani d'Europa ed uno dei santuari più frequentati dell'Italia meridionale: alla metà del Settecento, il viaggiatore britannico Henry Swinburne annotava che circa 1500 donne presunte indemoniate si recavano annualmente in pellegrinaggio a Soriano. Il convento venne raso al suolo dal terremoto del 1783, la devastante scossa dell'undicesimo grado della scala Mercalli, che ebbe il proprio epicentro in una vastissima area inclusa tra Soriano, Polistena e Borgia: il convento poté essere ricostruito, più modestamente, in un'area dell'antico edificio solo all'inizio dell'Ottocento. Oggi le imponenti rovine del convento e della chiesa di San Domenico rappresentano il più importante monumento del comune, nonché una delle più terribili memorie del sisma del 1783 in Calabria. Nel 1964 vi venne aggregata la borgata Collina degli Angeli, già parte del comune di Sorianello.

### Simboli

stemma del comune di Soriano Calabro

Lo stemma rappresenta, sullo scudo una torre normanna merlata con una corona e ornamenti esteriore da comune, cravatta e nastri tricolorati da colori nazionali.
Il gonfalone è un drappo di azzurro.

## Monumenti e luoghi d'interesse

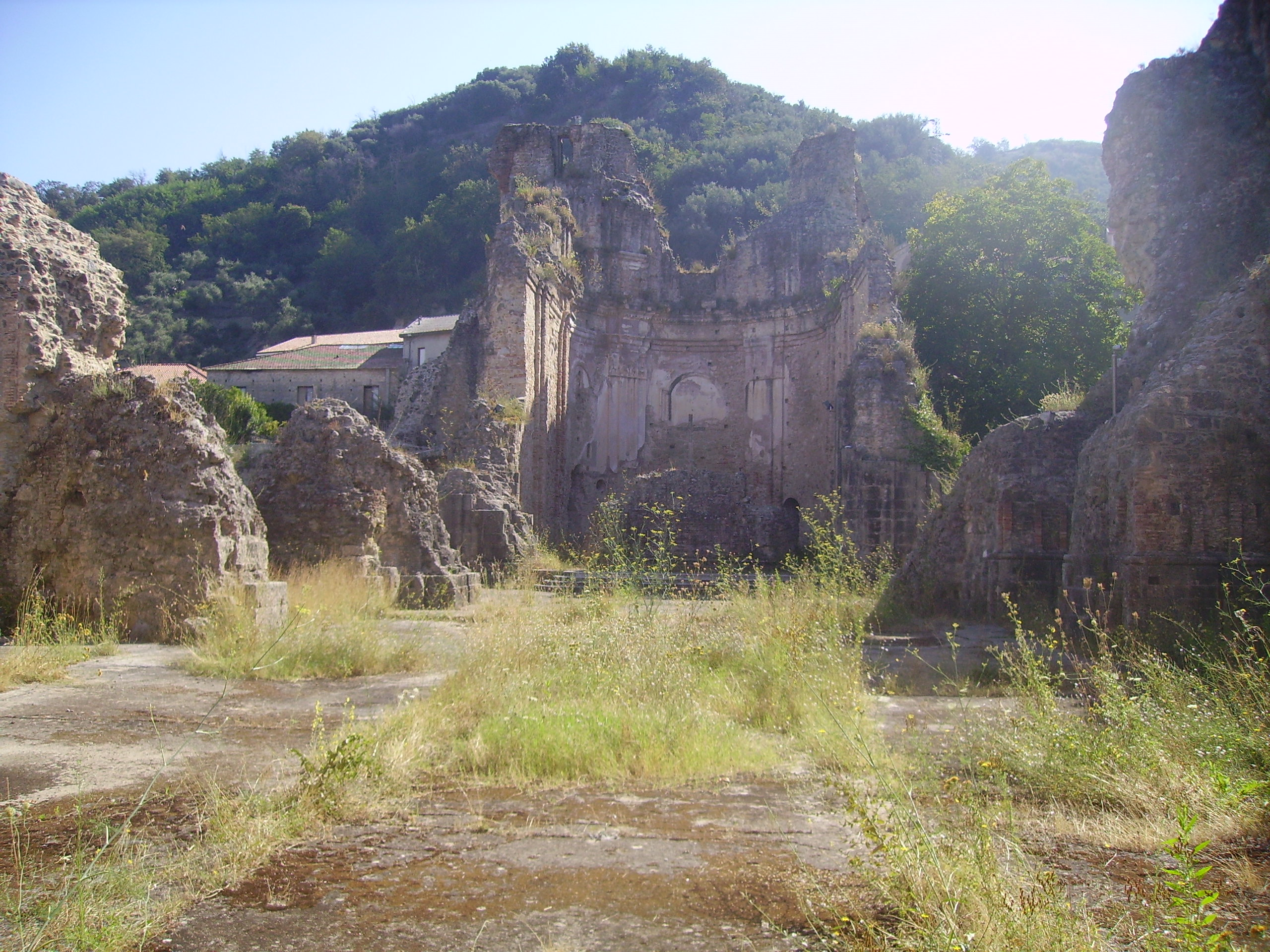
L'interno della vecchia chiesa di San Domenico in rovina (agosto 2009).

### Architetture religiose
- Santuario di San Domenico, principale luogo di culto cattolico del paese, è stato costruito nel 1838 sul sito di uno dei chiostri dell'antico, omonimo convento seicentesco in rovina dopo il terremoto del 1783.[9] L'architettura della chiesa è tardo barocca: all'interno è conservata una statua di san Domenico scolpita in un unico tronco di tiglio dallo scultore sorianese Giuseppe Ruffo nel 1855, protagonista di eventi miracolosi nel 1870 e nel 1884.[11] Nell'attiguo ex-convento dei padri domenicani, ricostruito in un'ala dell'antico convento, ha sede il municipio di Soriano Calabro e una raccolta di reperti dell'antico edificio. Il monumento più imponente del centro storico è proprio il vecchio ex-convento dei padri domenicani, in rovina:[12] formato da cinque chiostri, la chiesa era lunga quattro campate ed aveva sei cappelle laterali.[9] I resti più consistenti sono quelli della parte inferiore della facciata della chiesa barocca, mentre rimangono tutte le strutture portanti fino all'altezza del piano terra: l'intero complesso è stato oggetto di un restauro conservativo nel secondo dopoguerra.[9] Fu nel convento domenicano di Soriano che il converso Lorenzo da Grotteria avrebbe avuto il 15 settembre 1530 la visione della Madonna, accompagnata dalla Maddalena e da Santa Caterina d'Alessandria, le quali gli avrebbero lasciato un dipinto acheropita raffigurante san Domenico di Guzmán[13][14],[15] evento immortalato da numerosi artisti tra i quali il Guercino, autore della famosa Visione di Soriano.
- Basilica di Santa Maria Maggiore (ruderi di antico convento)
- Chiesa San Martino vescovo (chiesa matrice, in via della Repubblica)
- Chiesa della Madonna Del Carmine (via Garibaldi)
- Chiesa di San Filippo Centro Storico (chiusa al culto)
- Chiesa di San Francesco da Paola (via Aldo Moro)
- Chiesa di Rito Evangelico (contrada Covalo)

### Architetture civili e Musei

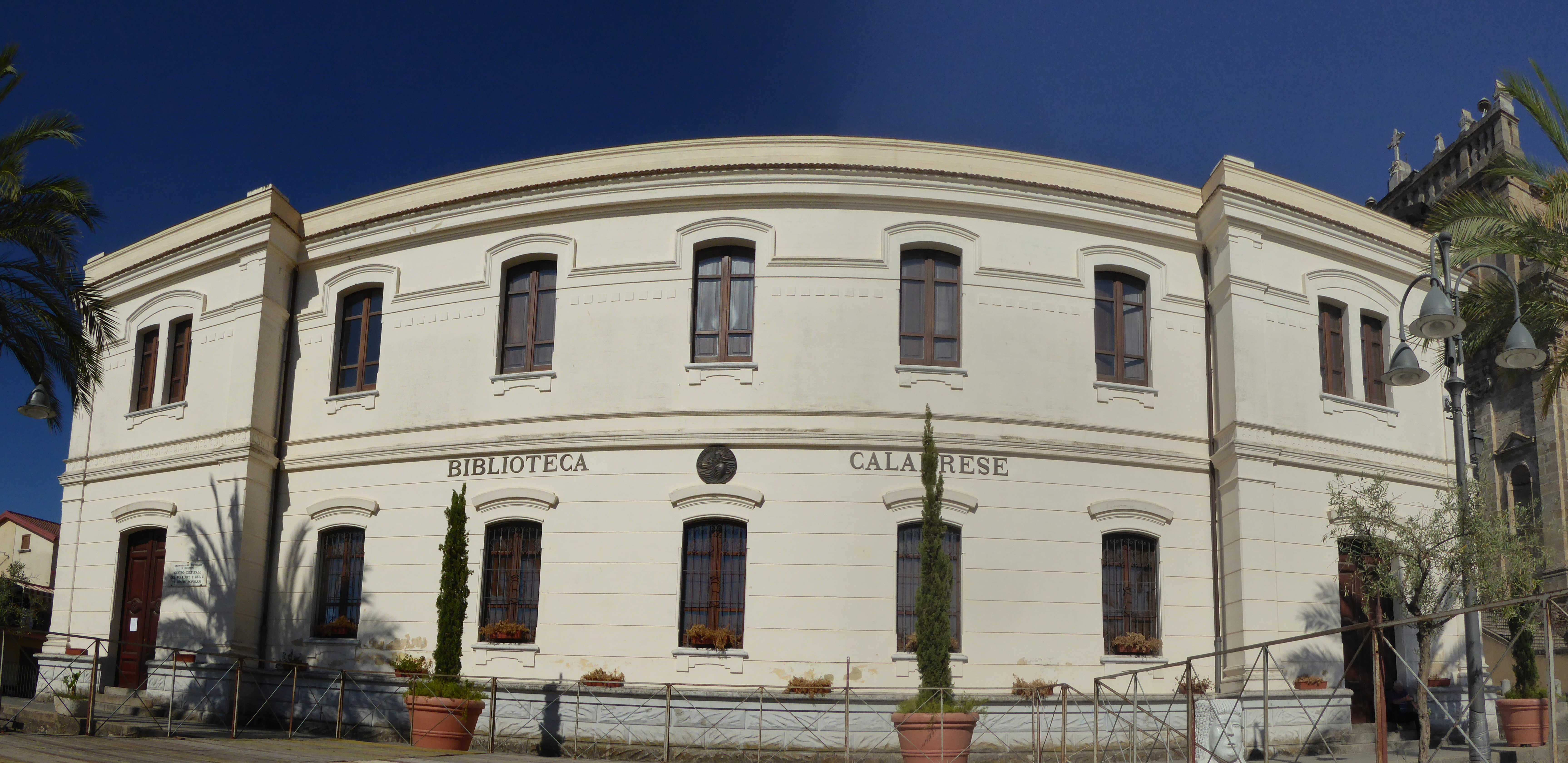
Biblioteca calabrese di Soriano

- Il Mumar - Museo dei marmi, costituito da marmi creati da artisti settecenteschi appartenenti all'ex-complesso monastico domenicano. Cosimo Fanzago, Matteo Bottiglieri, Francesco Pagano e Francois Dusqunois, a dell'importanza di cui ha goduto il complesso architettonico di Soriano nei secoli passati.
- La Biblioteca calabrese: fondata da Nicola Provenzano e attualmente diretta da Francesco Bartone, che comprende un patrimonio librario, dedicato esclusivamente alla Calabria e ai calabresi, di oltre 30.000 titoli.[16] Pubblica dal 1998 la rivista semestrale Rogerius,[17] che raccoglie scritti e studi sulle medesime tematiche e informa sulle nuove acquisizioni della biblioteca. Biblioteca e rivista hanno come logo il follaro di Ruggero il Normanno, in riferimento al periodo ritenuto di maggiore splendore per la regione calabrese, dopo quello della Magna Grecia.
- Il Museo di San Domenico (via San Domenico)
- Il Muant Pinacoteca
- Museo del Terremoto – MuTerr è un museo interattivo e scientifico dedicato ai fenomeni sismici, situato a Soriano Calabro (VV), ospitato negli spazi ipogei del Convento di San Domenico noto in tutto il mondo per il quadro San Domenico Soriano . Inaugurato tra il 2016 e il 2020, è tra i primi e l’unico museo in Europa interamente dedicato al tema sismico.
- Il Palazzo San Domenico (sede del municipio)

### Altro
- Monumento a Filippo Ceravolo, vittima innocente di mafia nel 2012. Questo monumento è stato deturpato da ignoti nel 2018[18].
- Corso Roma (piazza monumentale)
- Fontana dei due Leoni (corso Roma)
- Monumento alla bellezza della donna (via Giardinieri)
- Statua monumentale bronzea di San Francesco da Paola (via G.Falcone)
- Statua monumentale bronzea di San Domenico (piazza municipio)
- a barcunata, ex "fontana del giacomino" (corso Roma)
- Il presepe monumentale dei padri Domenicani (convento di San Domenico)

## Società

### Evoluzione demografica
Abitanti censiti

| Evoluzione storica della popolazione residente |      |
| 1982                                           | 3095 |
| 1986                                           | 3130 |
| 1991                                           | 3215 |
| 2002                                           | 3093 |
| 2003                                           | 3063 |
| 2004                                           | 3055 |
| 2005                                           | 2975 |
| 2006                                           | 2933 |
| 2007                                           | 2886 |
| 2014                                           | 2447 |

### Etnie e minoranze straniere
I cittadini stranieri residenti nel 2010 erano 94 pari al 3% della popolazione. La principale comunità rappresentata era quella rumena.

### Istituzioni, enti e associazioni
Ospedale civile San Domenico

## Cultura
Musei
- Museo del terremoto (muterr)
- Museo dei marmi (mumar)
- Museo della ceramica (mucer)
- Museo d’arte Sacra e Pinacoteca
Musica

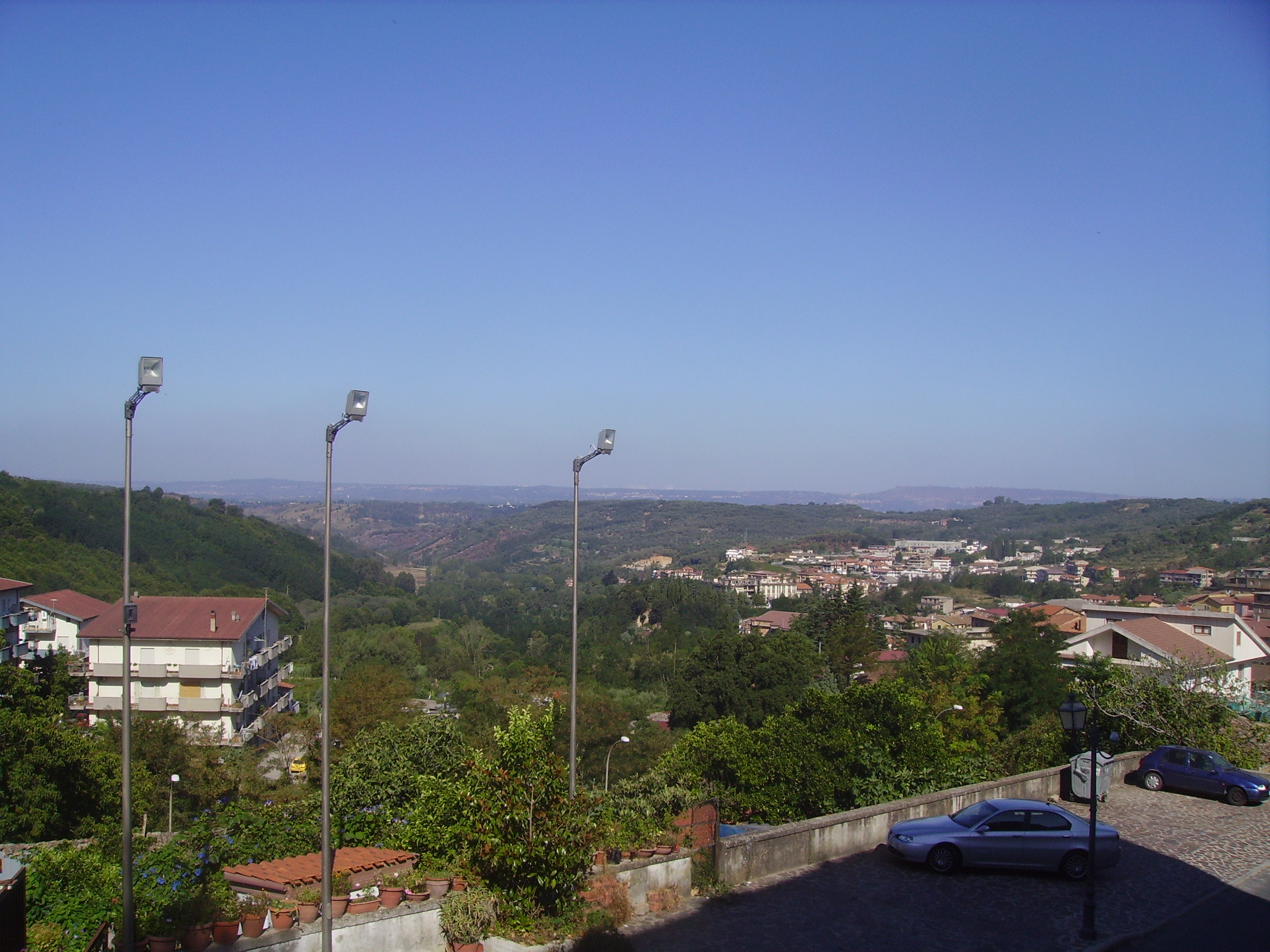
La vallata formata dai torrenti che originano il fiume Marepotamo.

A Soriano, presso il santuario di San Domenico, è attivo il coro polifonico "Dominicus".

### Istruzione
Soriano è sede dell'Istituto OmniComprensivo Ferrari-Machiavelli.
Scuola Infanzia, Primaria, Secondaria di I Grado, Liceo Scientifico SORIANO CALABRO - SORIANELLO - GEROCARNE.

### Cucina
I mostaccioli sono biscotti tipici sorianesi, si tratta di biscotti duri fatti con farina e miele, (ed in alcune versioni, anche mosto di vino caldo), aventi forme svariatissime e decorati con carta stagnola vivacemente colorata. Le forme più prodotte sono il pesce, il paniere, il cavallo, la donna, il cuore, la esse barocca e sono decorati da strisce di carta stagnola colorata al rosso, verde ed argento. Le forme di colore nero (tipo il "cavallo di San Francesco"), si ottengono per bruciatura dello zucchero sul fuoco con pochissima acqua.
La tradizione dolciaria è molto presente nel paese.

### Eventi
Soriano è una delle località delle province di Reggio Calabria e Vibo Valentia dove, nel periodo pasquale, si tiene l'Affruntata, a Soriano denominata comprunta ovvero la caratteristica processione che prevede l'incontro tra le statue di Maria Addolorata, Gesù e san Giovanni portate a spalla dai fedeli.
Altre festività religiose sono quelle di san Domenico di Guzmán (8 agosto) e di san Martino di Tours, nell'omonima frazione (11 novembre).
La "Calata del Quadro" è una rievocazione storica, che si celebra il 14-15 settembre. Si della tratta della calata (discesa) di una tela conservata sull'altare maggiore della chiesa di San Domenico, all'interno di una preziosa cornice d'oro.
Secondo la tradizione, il quadro non ha origine umana, ma achirotipa (non fatta da mano umana) e sarebbe stato consegnato direttamente dalla Madonna, accompagnata da Santa Maria Maddalena e Santa Caterina d'Alessandria, a un frate del Convento di Soriano, tal Lorenzo da Grotteria. L'apparizione miracolosa del quadro di San Domenico in Soriano è stata rappresentata in altri dipinti tra il 1600 e 1700 da diversi pittori, alcuni molti noti come il Guercino (Chiesa dei Domenicani a Bolzano), il Grechetto (Chiesa di Santa Maria di Castello a Genova), lo Zanchi, il Boccanegra, il De Zurbaran, altri minori che si trovano un po' dappertutto in Europa (San Pietroburgo, Madrid, Siviglia, Roma, ecc.) e addirittura a Bogotà.

#### Il carnevale sorianese
Il carnevale è un evento molto seguito dagli abitanti di Soriano e dei paesi limitrofi. La festa si svolge regolarmente ogni anno in corso Roma, a Chiazza (la piazza) nel dialetto locale, nelle giornate di domenica e martedì grasso. Accompagnata spesso da carri allegorici che sfilano su Corso Roma nel pomeriggio di domenica, la festa si conclude martedì sera, con l'indendio della bara di Carnevale, rappresentata con un carico di finti salumi locali.

## Economia
L'economia di Soriano è basata principalmente dal commercio e artigianato dolciario e di vimini che negli anni si è trasformato in medie e grandi industrie, sempre mantenendo le vecchie tradizioni che contraddistinguono il made in Italy nel mondo.

## Infrastrutture e trasporti

### Sistemi di trasporto
- auto: autostrada A2, uscita Gerocarne/Soriano Calabro - SS182 fino a Soriano Calabro.
- autobus: linee da Vibo Valentia, Pizzo Calabro e Serra San Bruno.

## Amministrazione
- Nel 2007 il consiglio comunale guidato dal Sindaco Avv.Domenico Ioppolo è stato sciolto per infiltrazioni mafiose con decreto del presidente della Repubblica (d.lgs. 267/2000 art. 143); le indagini svolte dalla commissione d'accesso agli atti (inviata dal Prefetto) hanno riscontrato varie criticità nella gestione degli appalti pubblici, concessioni e autorizzazioni amministrative, nella riscossione dei tributi, inoltre sono stati rilevati anche alcuni casi di abusivismo edilizio e collegamenti diretti e indiretti di alcuni amministratori locali con soggetti mafiosi. Il commissariamento dell'ente è durato due anni, fino alle elezioni amministrative del 2009.[33]

- Nel 2022 il Consiglio dei ministri, a norma dell’articolo 143 del decreto legislativo 18 agosto 2000, numero 267, ha deliberato lo scioglimento del Consiglio comunale di Soriano Calabro (Vibo Valentia) guidato dal Dott. Vincenzo Bartone con relativo avviso di garanzia per coinvolgimenti intraneo con la locale di Ndrangheta Ariola (Emanuele-Idá) e gruppi minori .L’affidamento, per un periodo di 18 mesi, della gestione del Comune sarà affidata ad una commissione straordinaria.

### Cronotassi dei sindaci
Dal 1926 ad oggi
| Periodo        | Periodo                     | Primo cittadino                                                           | Partito                          | Carica                                                     | Note       |
| -------------- | --------------------------- | ------------------------------------------------------------------------- | -------------------------------- | ---------------------------------------------------------- | ---------- |
| 1926           | 1936                        | Vincenzo Luciano                                                          |                                  | Podestà                                                    |            |
| 1937           | 1942                        | Domenico Porcello                                                         |                                  | centre                                                     | frameless  |
| 1943           | 1944                        | Vincenzo Pisani                                                           |                                  | Commissario prefettizio e poi sindaco                      |            |
| 1944           | 1945                        | Pasquale Luciano                                                          |                                  | Commissario prefettizio                                    |            |
| 1946           | 1951                        | Modesto Vincenzo Greco                                                    | Democrazia Cristiana             | Sindaco                                                    |            |
| 1951           | 1971                        | Francesco Niccoli                                                         | Democrazia Cristiana             | Sindaco                                                    | 4 mandati  |
| 1971           | 1976                        | Martino Primerano (di Catanzaro)                                          | Lista civica Le tre spighe       | Sindaco                                                    |            |
| 1976           | 1978                        | Martino Primerano (di Soriano)                                            | Lista civica Le tre spighe       | Sindaco                                                    |            |
| 1979           | 1993                        | Aurelio Morani                                                            | Lista civica Le tre spighe       | Sindaco                                                    | 3 mandati  |
| 1993           | 1997                        | Vincenzo Bartone                                                          | Unione civica per Soriano        | Sindaco                                                    | 2 mandati  |
| 1997           | 2002                        | Vincenzo Bartone                                                          | Lista civica Stretta di mano     | Sindaco                                                    |            |
| 2002           | 2007                        | Domenico Ioppolo                                                          | Lista civica Arcobaleno          | Sindaco                                                    | [ nota 1 ] |
| 2007           | 2009                        | Umberto Campini Maria Adele Maio Concetta Malacaria                       |                                  | Commissione straordinaria ex artt. 143-144 d.lgs. 267/2000 | [ nota 2 ] |
| 2009           | 28 marzo 2013               | Francesco Paolo Bartone                                                   | lista civica La città del sole   | Sindaco                                                    | [ nota 3 ] |
| 3 aprile 2013  | 25 maggio 2014              | Sergio Raimondo                                                           |                                  | Commissario prefettizio                                    |            |
| 25 maggio 2014 | 26 maggio 2019              | Francesco Paolo Bartone                                                   | lista civica La città del sole   | Sindaco                                                    | 2 mandati  |
| 26 maggio 2019 | decaduto in data 15.06.2022 | Vincenzo Bartone                                                          | lista civica Rinascita sorianese | Sindaco                                                    |            |
|                | 17 Giugno 2022              | dott. Vittorio Saladino- dott.ssa Maria Luzza- dott. Gaetano Ennio Aiello |                                  | Commissione straordinaria ex artt. 143-144 d.lgs. 267/2000 |            |
| 6 Giugno 2024  |                             | Antonino Vittorio Denardo                                                 | lista civica Soriano Futura      | Sindaco                                                    |            |

## Sport
Hanno sede nel comune le società di calcio: A.G.S.D. Soriano 2010, che attualmente milita in Eccellenza e la Polisportiva Sorianese 1962, che ha disputato campionati dilettantistici regionali.